# Фазно-контрастни микроскоп
Фазно-контрастни микроскоп припада оптичким микроскопима и примарно се користи за једноставну микроскопију хистолошких лопатица дебљине 5-20 микрона, које се режу микротомом. Пошто се ћелија састоји од 70% воде, ћелијске органеле и структуре су транспарентне и слабо апсорбују светлост. Да би се повећао контраст, користи се фазно-контрастни микроскоп. Његова предност лежи у чињеници да ћелијске структуре не морају бити обојене.
Структуре се разликују само по оптичкој густини и индексу преламања у ћелији. Фазно-контрастни микроскоп повећава фазни помак таласних дужина светлосних снопа који путују кроз различите ћелијске структуре, што омогућава бољи контраст и могућност диференцијације структура. Наше око не детектује фазне помаке светлосних таласа, већ детектује промене у амплитудама таласа. Ове амплитуде се значајно мењају са додатком фазних помака, који се опажа као контраст у контрасту. Са овим микроскопом видећемо оптички гушће структуре тамније од других.
За откриће овог микроскопа, почетком 1930их година, који омогућава истраживање ћелијске структуре без потребе за убијањем ћелија употребом контраста, холандски физичар Фриц Зернике добио је Нобелову награду за физику 1953. године.

## Принцип рада
У оптичкој оси микроскопа постоје директни и дифрактивни зраци. Директни зраци су зраци које пролазе кроз водени медијум, а дифузори су они који продиру у оптички густ медијум (то могу бити органеле и структуре). Продужећи зраци у светлосном микроскопу заостају за λ/4. Међутим, желимо још већи помак фазе, који би омогућио већу амплитуду светлосних таласа, што би нам омогућило бољи контраст. У ту сврху, фазно-контрастни микроскоп има два додатна дела:
- Кондензатор округлог осцилатора
- Фазни цреп (стаклена плочица смештена између сочива и окулара и има прстенасти утор)

Кружни отвор кондензатора оставља само светлост која осветљава препарат. Фазна плоча дозвољава директним гредама да путују преко прореза за фазну плочу, а дисконтинуирани зраци који падају директно иза λ/4 падају на дебљи део фазе плоче, што додатно појачава кашњење снопа за λ/4. Укупни померај фазе је, дакле, λ/2, где се амплитуда таласа сабира са интерференцијом у жаришној равни окулара, и видимо да су оптички гушћи преграде ћелије тамније од осталих.